# Johan Lodewijk van Anhalt-Zerbst-Dornburg
Johan Lodewijk van Anhalt-Zerbst-Dornburg (Zerbst, 4 mei 1656 – Dornburg, 1 november 1704) was van 1667 tot aan zijn dood vorst van Anhalt-Zerbst-Dornburg. Hij behoorde tot het huis Ascaniërs.

## Levensloop
Johan Lodewijk was de zesde zoon van vorst Johan VI van Anhalt-Zerbst uit diens huwelijk met Sophia Augusta, dochter van hertog Frederik III van Sleeswijk-Holstein-Gottorp. Na de dood van haar vader in 1667 erfde hij het district Dornburg. Omdat hij en zijn broers toen nog minderjarig waren, stonden ze onder het regentschap van hun moeder.
In 1672 reisden hij en zijn broers naar Wenen, waar ze aan het hof van keizer Leopold I verbleven. In 1674 was Johan Lodewijk van plan om naar Italië te reizen, maar deze reis werd geannuleerd omdat hij zijn been had gebroken. De volgende drie jaren leidde hij hevige pijnen; de artsen slaagden er niet in om zijn botten correct te plaatsen en hij moest pijnstillers nemen. Uiteindelijk was hij in 1677 volledig hersteld en daarna ondernam hij tot in 1679 een grand tour door Oostenrijk, Hongarije, Italië en Malta. Tussen 1681 en 1683 reisde hij ook door Frankrijk en de Republiek der Zeven Verenigde Nederlanden. 
In 1684 vervoegde hij  zich bij het Keizerlijk leger. Hij nam deel aan een veldtocht in Hongarije en was in 1686 betrokken bij de inname van een fort. Vervolgens beëindigde Johan Lodewijk zijn militaire loopbaan en keerde hij terug naar het burgerlijke leven. Hij bouwde in Dornburg een slot, waar hij in november 1704 op 48-jarige leeftijd stierf.

## Huwelijk en nakomelingen
Op 23 juli 1687 huwde hij in Halle met Christine Eleonore von Zeutsch (1666-1699), lid van een oude adellijke familie uit Thüringen. Het huwelijk was morganatisch; de echtelieden waren niet van dezelfde stand, waardoor hun kinderen geen erfgenamen van Anhalt-Zerbst konden zijn. In 1689 werden hun kinderen in de rijksvorstenstand verheven en in 1698 werden ze in een keizerlijk decreet als prinsen en prinsessen van Anhalt-Zerbst verklaard, aangezien het vorstenhuis van Anhalt-Zerbst dreigde uit te sterven. Uit hun huwelijk werden zeven kinderen geboren:
- Johan Lodewijk II (1688-1746), vanaf 1742 vorst van Anhalt-Zerbst
- Johan August (1689-1709)
- Christiaan August (1690-1747), vorst van Anhalt-Zerbst
- Christiaan Lodewijk (1691-1710)
- Sophia Christiane (1692-1747)
- Eleonora Augusta (1694-1704)
- Johan Frederik (1695-1742), huwde met Cajeta van Sperling